# Zenillia vernalis
Zenillia vernalis là một loài ruồi trong họ Tachinidae.